# Liste von Steinkisten
Steinkisten dienen als Gräber und wurden in Europa ab dem mittleren Neolithikum angelegt. Als Steinkiste werden mitunter auch deutsche Galeriegräber und dänische Grabkisten bezeichnet. Anlagen, bei denen eine Steinkiste als Ergänzung dazu gehört (z. B. Cairns, Rösen, Steinkreise) oder andere Objekte, werden hier nicht behandelt.

## Steinkisten (mit Artikel)

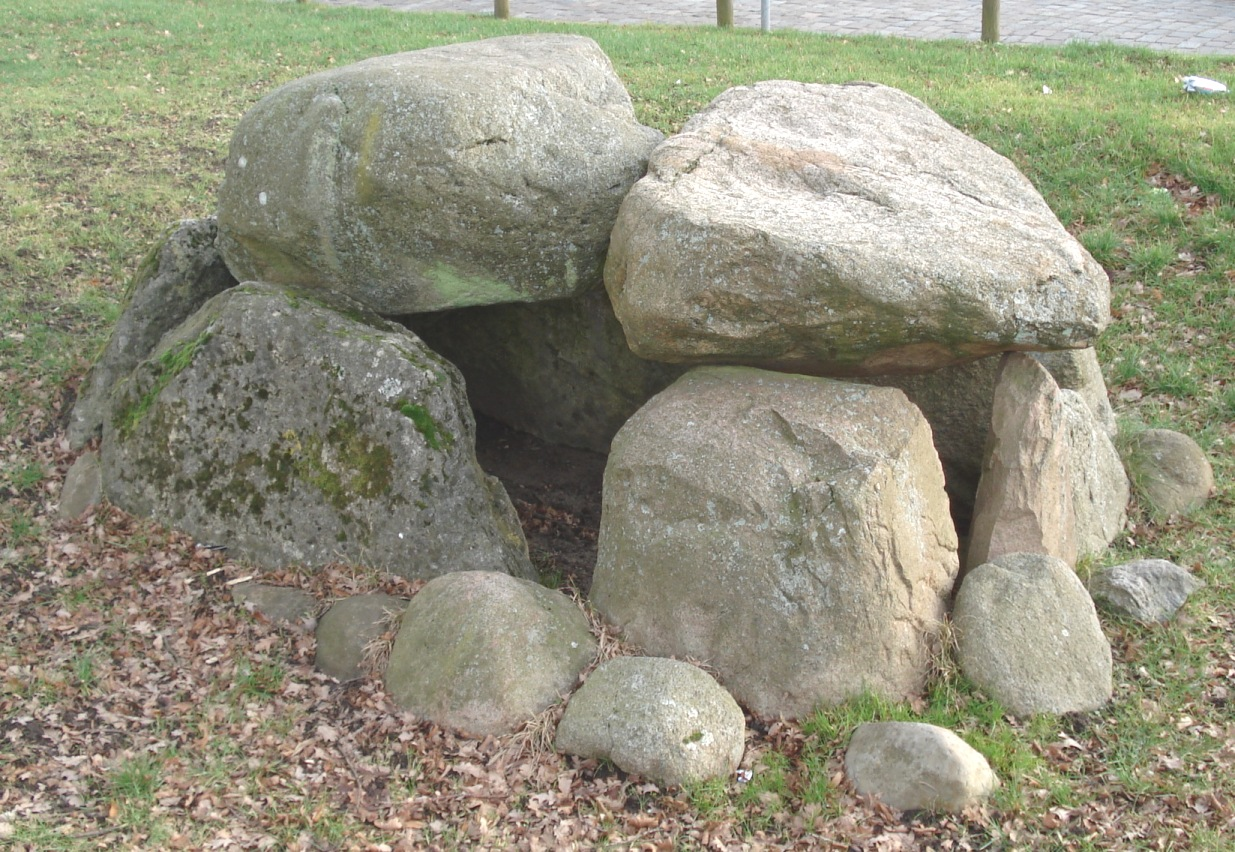
Ein Beispiel für eine Steinkiste – die Steinkiste von Ratekau

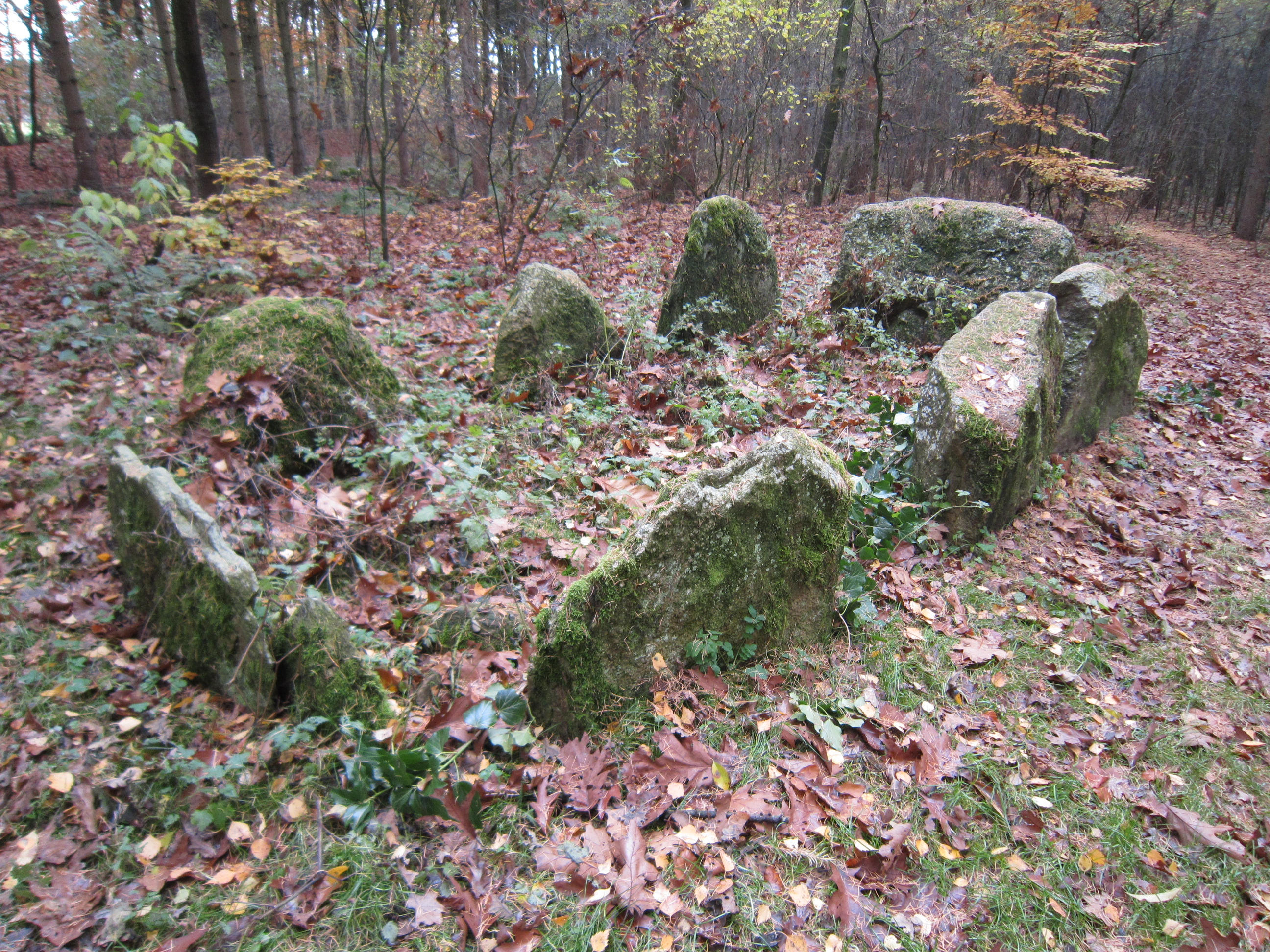
Steinkiste von Lindern

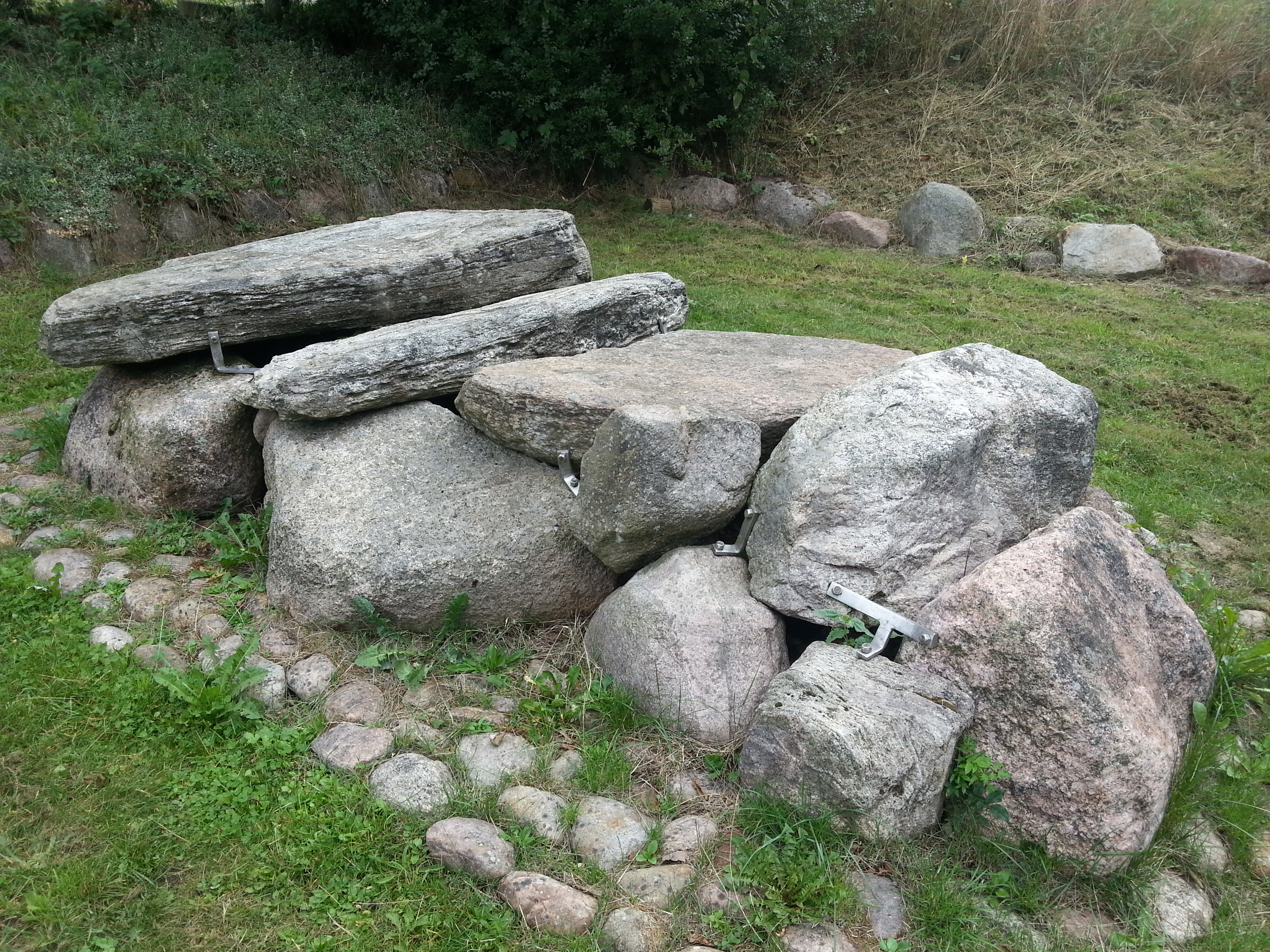
Steinkiste an der Hesselvad Bro

### Deutschland
- Steinkiste von Anderlingen
- Bargloyer Steinkiste
- Megalithanlagen von Brüssow-Hammelstall
- Steinkiste von Calden
- Einbauten im Grabhügel 28 (Dölauer Heide)
- Steinkiste von Esperstedt
- Steinkiste von Essen-Kupferdreh
- Steinkiste in der Feldmark Rade
- Steinkiste von Farven
- Steinkiste von Fehrenbruch
- Steinkiste von Flögeln
- Steinkiste von Frohndorf
- Steinkiste am Giersberg
- Steinkiste von Göhlitzsch
- Steinkiste von Hagenah
- Steinkiste auf dem Hartberg
- Steinkiste von Heerstedt
- Steinkiste von Helgoland
- Steinkiste von Hiddingsen
- Grabhügel Königsgrab
- Steinkisten von Könnern-Cörmigk
- Steinkiste von Langwitz
- Steinkiste von Lindern
- Steinkiste von Lohra
- Steinkiste von Meckelstedt
- Steinkiste von Oberzeuzheim
- Steinkiste von Oebles-Schlechtewitz
- Steinkiste von Ratekau
- Steinkiste von Rolfsen
- Steinkiste vom Rugenbarg
- Steinkiste von Schortewitz (heute in Köthen)
- Steinkisten in Ostpreußen
- Steinkiste im Tempelberger Forst
- Steinkiste im Uelzener Stadtwald
- Steinkiste am Waldkater
- Steinkisten der Walternienburg-Bernburger Kultur
- Steinkisten von Wallmow

### Dänemark – Hellekiste genannt
- Åstofte Stenbjerg
- Blærekisten
- Bøjden Salmager
- Dalgaards Østerhøj
- Fyrkilde
- Hanebjerg
- Havndal
- Hesselvad Bro
- Horne
- Jægersborg Dyrehave
- Jonstrup Vang
- Kohave Skov
- Løvel Vandmølle
- Korshøj
- Steinkiste von Loftsgård
- Ludshøj
- Steinkiste von Lundby Bakker
- Melby
- Porsagergård
- Ramløse Bakke
- Steinkiste von Rebildhede
- Rude Strand
- Skodsborg
- Sødisbakke
- Steinkiste von Sorteenge
- Sortehøj
- Steinkiste im Stampewald
- Thisted
- Udsholt Strand
- Viberg

### England (in England cist in Cornwall Kistvaen genannt)
- Aymestrey
- Blakey Tor
- Bellever Tor Cairns
- Buttern Hill
- Chittaford Down
- Crock of Gold
- Crow Tor
- Drizzlecombe
- Giants’ Graves (Halton Gill)
- Gib Hill
- Grim’s Grave
- Hare Law
- High Cocklaw
- Hound Tor
- Steinkisten von Howick
- Joan Ford’s Newtake
- Steinkiste von L’Islet
- Steinkreise am Lakehead Hill
- Langcombe Brook 7
- Steinkiste von Langridge Wood
- La Mare ès Mauves
- Steinkiste von Leather Tor
- Steinkiste von der Pool Farm
- Roundhill Summit
- Roundy Park Cairn
- Royal Hill Cairns
- Shaw Cairn
- Steinkiste von St Breock Beacon
- Steinkisten von Summerhill
- White Horse Hill

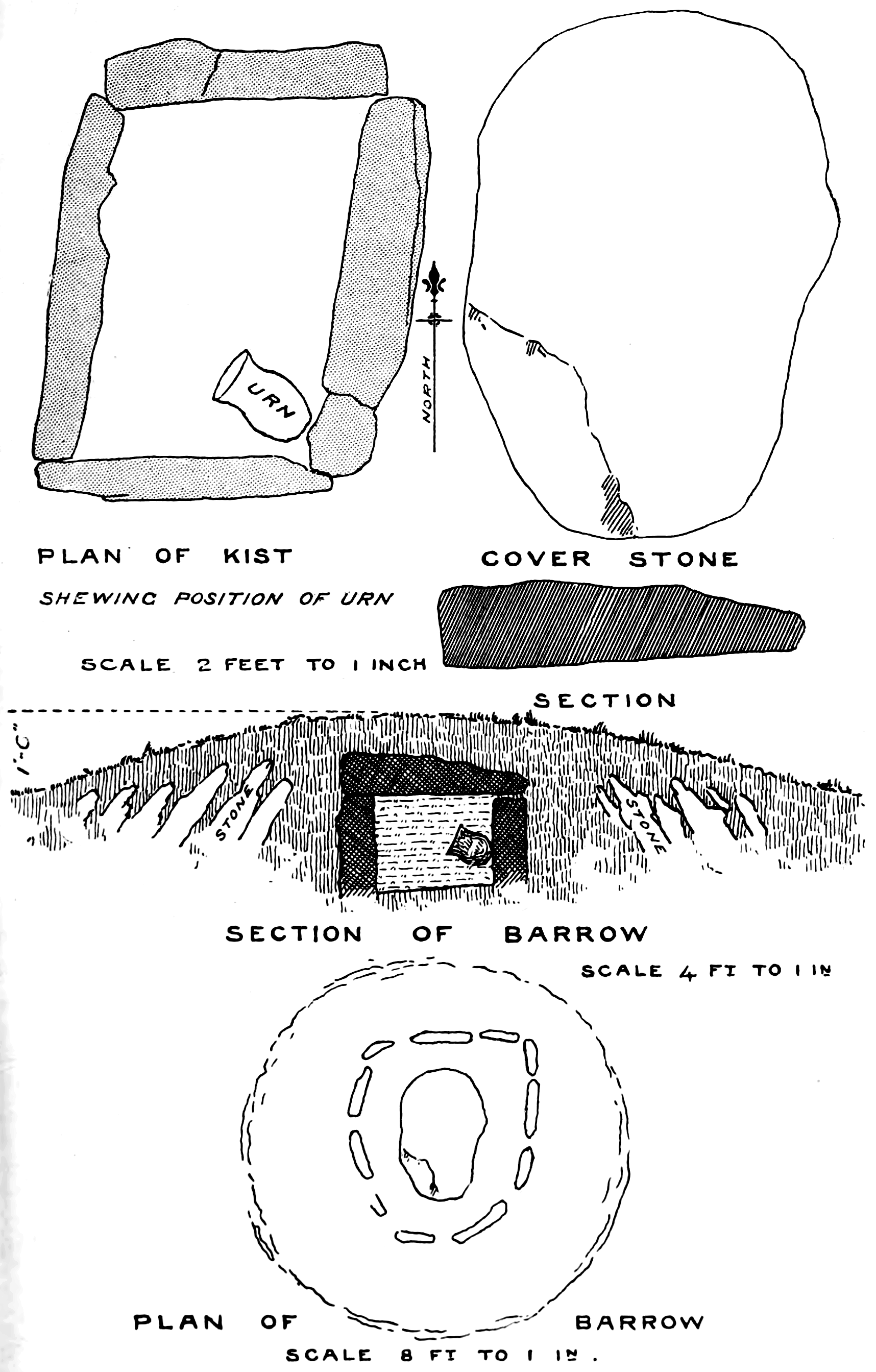
Steinkiste in Cornwall aus dem „Book of the West“

- White Raise round cairn Askham Fell

### Estland
- Steinkisten von Hundikangrud
- Gräberfeld von Jabara
- Gräberfeld von Proosa
- Gräberfeld von Rebala

### Georgien
- Gräberfeld von Samtavro

### Frankreich (in Frankreich coffre genannt)
- Steinkiste von Beg-Lagad
- Steinkiste von Bellevue
- Dolmen Catllar 2
- Steinkisten von Francheville
- Steinkiste von La Guette
- Dolmen von Lo Pou
- Nekropole Camp del Ginèbre
- Nekropole von Genevray
- Nekropole im Jardin Georges Delaselle

### Irland/Nordirland
- Ardcroney
- Aughrim Wedge tomb
- Ballinagore
- Ballinvally
- Ballymaclare
- Steinkreis von Ballynoe
- Baunogenasraid
- Brackagh
- Steinkiste von Fakeeragh
- Fanygalvan und Cahermackirilla
- Irische Steinkisten
- Knockane
- Knockmaree
- Lugmore Hill
- Manger
- Millin Bay
- Steinkisten im Cairn von Moneen
- Monamanry
- Steinkiste von Mount Stewart
- Steinkiste von Newtownstewart
- Steinkiste von Oldbridge
- Poulawack
- Steinkiste von Tinnakilla
- Tibradden Cairn

### Italien
- Li Muri, Sardinien

### Kanalinseln
- La Ville ès Nouaux Jersey

### Korsika
- Steinkiste von Caleca

### Marokko
- Nekropole von Marshan (Tanger)

### Norwegen
- Krosshaug von Klepp
- Limbuhaugen bei Steinkjer
- Mjeltehaugen auf Giske
- Rægehaugene
- Seljesanden
- Søndre Fange
- Steinkiste von Tangvall

### Niederlande
- Steinkiste im Rijsterbos

### Österreich
- Grabhügel von Siegendorf

### Portugal
- Cistas da Portela do Gorgulão
- Nekropole von Cistas das Casas Velhas
- Megalithanlagen von Lousal

### Schottland
- Abbey Knowe
- Addinston
- Ardminish
- Badden
- Balblair
- Baile Mhargaite 1
- Blowes
- Callachy Hill
- Catterline
- Chealamy
- Cnoc Sgadain
- Craigscorry
- Abri von Crinan Ferry
- Culduthel
- Cumledge
- Dirrans burial
- Drumnadrochit
- Dunan Aula
- Dunchraigaig Cairn
- Dunrobin
- Steinkiste von Eyre Point
- Steinkiste von Forteviot
- Groundwater Farm
- Hallow Hill
- Holm Mains Farm
- Steinkisten von Howan Blo
- Kilbride
- King Shaw’s Grave
- Kingston Common
- Kintraw
- Loanleven
- Lopness Bay
- Lyne Farm
- Meckan’s Grave
- Nether Largie Mid
- Nether Largie North
- Nether Largie South
- Parkburn
- Piper’s Grave Cists
- Poltalloch
- Steinkiste von Quinish
- Ramberry Cairn
- Ri Cruin
- Steinkiste von Rogart
- Rorie Gill’s Cairn
- Sandfiold
- Steinkisten von Sannox
- Spinningdale
- Temple Wood

### Schweden

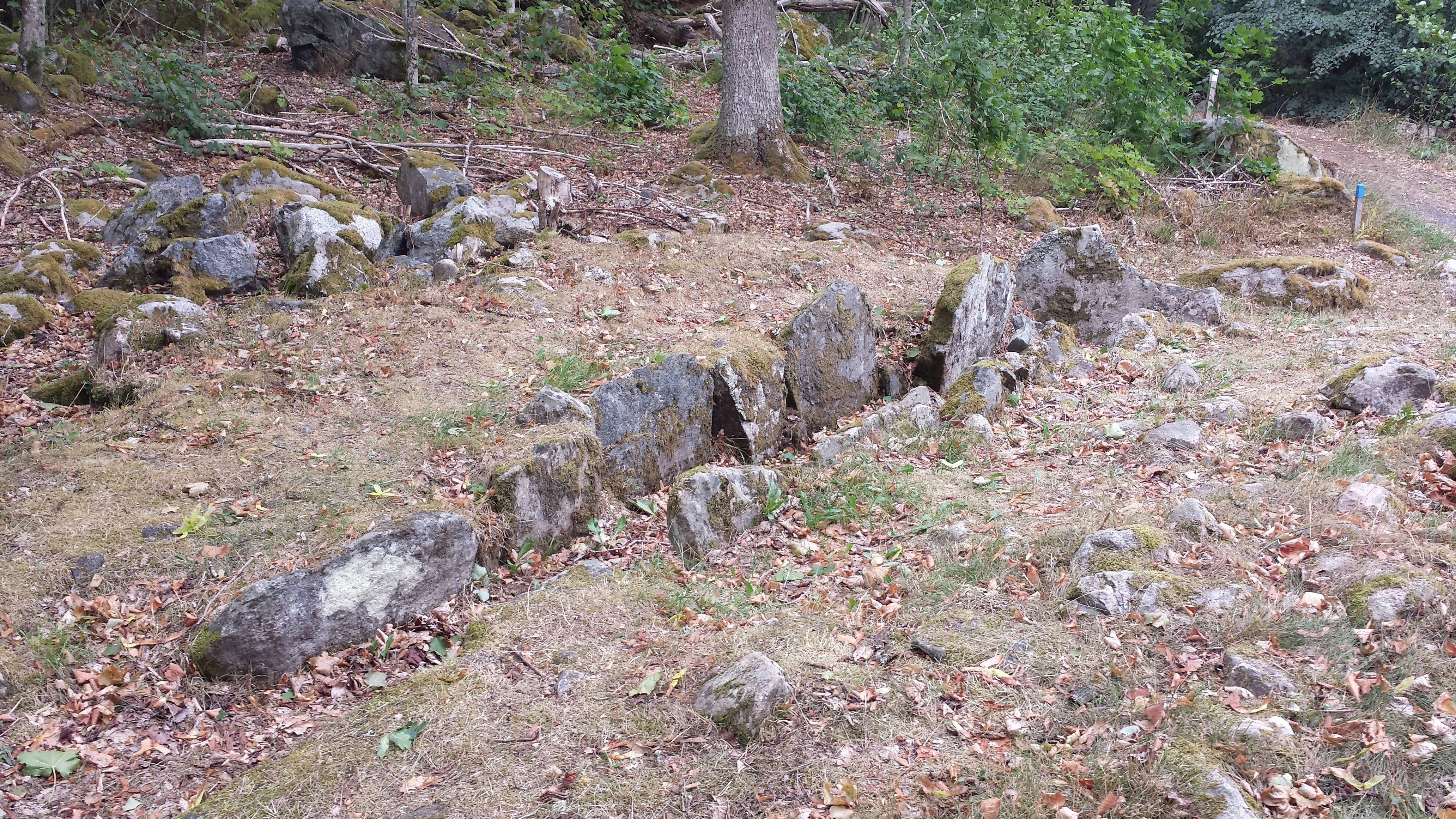
Steinkiste von Taxås, in Småland

- Albykistan
- Kung Orres grav
- Kung Rings Grav
- Sankt Görans Grab
- Steinkiste von Ånimskog
- Steinkiste von Bergsjön
- Steinkiste von Bergunda
- Steinkiste auf Björkö
- Steinkiste von Bjurhovda
- Steinkiste von Bögebacka
- Steinkiste im Bonhög
- Steinkiste von Bostället
- Steinkiste von Bromölla
- Steinkiste Dvärgahuset
- Steinkiste von Ek
- Galgeröset
- Steinkisten von Göteryd
- Steinkiste von Herrljunga
- Steinkiste von Holm
- Steinkiste von Horshaga
- Steinkiste von Hulta
- Juddhultsgrav
- Steinkiste von Kastlösa
- Steinkiste von Kölve
- Steinkiste von Lagmansören
- Steinkiste von Levene
- Steinkiste auf dem Lundskullen
- Steinkiste von Marbäck
- Megalithische Steinkiste
- Steinkiste von Nästegården
- Steinkiste von Sjökullen
- Steinkiste von Skogsbo
- Steinkiste von Skrelunda
- Steinkiste von Skytten
- Steinkiste von Södra Härene
- Steinkiste von Utbogården
- Steinkiste von Västra Balltorp
- Steinkiste auf Visingsö
- Steinkiste von Yxhult

### Schweiz
- Steinkiste vom Typ Chamblandes

### Spanien
- Ceuró
- Cista de la Carretera de Calonge
- Steinkiste auf dem Col de la Creu del Principi
- Dolmen de Castellruf
- Dolmen del Mas Clamí

### Wales
- Bedd Dyn Brymbo
- Bedd Taliesin
- Bedd-y-brenin
- Carn Bugail
- Rundhügel auf dem Fan Foel
- Steinkiste von Nicholaston